# Egesina fuchsi
Egesina fuchsi är en skalbaggsart som beskrevs av Stefan von Breuning 1970. Egesina fuchsi ingår i släktet Egesina och familjen långhorningar. Inga underarter finns listade i Catalogue of Life.